# Urosigalphus forbesi
Urosigalphus forbesi är en stekelart som beskrevs av Martin 1956. Urosigalphus forbesi ingår i släktet Urosigalphus och familjen bracksteklar. Inga underarter finns listade i Catalogue of Life.